# Etrema bicolor
Etrema bicolor é uma espécie de gastrópode do gênero Etrema, pertencente à família Clathurellidae.